# Divín
Divín es un municipio del distrito de Lučenec en la región de Banská Bystrica, Eslovaquia, con una población estimada a final del año 2024 de 2012 habitantes.
Se encuentra ubicado en el centro-sur de la región, en el valle del río Ipoly —un afluente izquierdo del Danubio— y cerca de la frontera con Hungría.

## Demografía
| Año        | 1994 | 2004    | 2014    | 2024    |
| ---------- | ---- | ------- | ------- | ------- |
| Población  | 2102 | 2045    | 2076    | 2012    |
| Diferencia |      | −2,71 % | +1,51 % | −3,08 % |

| Año        | 2023 | 2024    |
| ---------- | ---- | ------- |
| Población  | 2027 | 2012    |
| Diferencia |      | −0,74 % |